# Comitati privati per la salvaguardia di Venezia
Bei den Comitati privati per la salvaguardia di Venezia (Privatkomitees zur Rettung Venedigs) handelt es sich um eine internationale Nichtregierungsorganisation, die 1966 gegründet wurde. Zwischen 1971 und 2016 gelang den Komitees die Finanzierung der Restaurierungsmaßnahmen an mehr als 80 Monumenten und über 900 Kunstwerken. Von 1986 bis 2010 war Alvise Zorzi ihr Präsident, ihm folgte Umberto Marcello del Majno im Amt. Zu Zorzis Ehren fanden sich erstmals alle 25 Comitati zusammen, um ein Objekt gemeinsam restaurieren zu lassen, nämlich die Aula des Ateneo Veneto. Zudem unterhält Save Venice seit 2014 das Rosand Library & Study Center mit derzeit (Stand: 2019) 4000 Bänden. Es befindet sich im Palazzo Contarini Polignac, Dorsoduro 870.
Die Komitees kooperieren im Rahmen des Programms UNESCO-Comitati Privati, worin eine festgelegte Art der Zusammenarbeit zwischen UNESCO, Assoziationen und den einzelnen Komitees vorgesehen ist. Die kunstbesitzende oder -verwaltende Assoziation erhält von der Soprintendenza oder einer anderen denkmalpflegerischen Einrichtung, wie der Kommune oder der Patriarchenkurie, die Benachrichtigung über ein größeres Restaurierungsvorhaben, und die einzelnen Komitees suchen sich eines oder mehrere der betreffenden Kunstwerke aus. Lange Zeit war es hingegen so, dass die Komitees von sich aus entsprechende Werke aussuchten, die zur Restaurierung anstanden. 
Das jeweilige Komitee sucht in Absprache mit der Soprintendenza oder der Assoziation ein Unternehmen aus, das in der Lage ist, die Arbeiten vorzunehmen, das also über Expertise und Personal im Bereich der Restaurierung verfügt. Dabei ist das Komitee an den Entscheidungsprozessen im Rahmen der Restaurierung beteiligt. Die nötigen Geldmittel werden auf einem Bankkonto deponiert, auf das die UNESCO zwecks Bezahlung der erledigten Arbeiten Zugriff hat. 
Zu den Komitees zählen:
- America-Italy Society of Philadelphia
- Arbeitskreis Venedig der Deutschen UNESCO-Kommission
- Associazione Amici dei Musei e Monumenti Veneziani
- Associazione Italia Nostra (Venedig-Zweig)
- Associazione per la Conservazione del Patrimonio Culturale degli Armeni a Venezia
- The Australian Committee for Venice
- Comitato Amici della Basilica dei SS. Giovanni e Paolo
- Comitato Internazionale per la Conservazione e la Tutela dell´Antico Arsenale
- Comitato per il Centro Storico Ebraico di Venezia
- Comité Français pour la Sauvegarde de Venise
- Comitato Italiano per Venezia
- Comité San Marco
- Deutsches Studienzentrum in Venedig
- Venice European Center for the Trades and Crafts of the Conservation of the Architectural Heritage
- Stiftung "Pro Venezia"
- Lions Club Venezia
- Österreichisches Komitee "Venedig lebt" (gegr. 1993)[4]
- "Pro Venezia" Schweden
- Save Venice Inc.[5]
- Società Dante Alighieri
- Stichting Nederlands Venetie Comité
- The Venice in Peril Fund
- World Monuments Fund
- Zonta International, Venedig